# Sintaxi
La sintaxi (del grec σύνταξις, sintaxis, format per σύν, sin: 'junts', i τάξις, taxis: 'ordre') és la part de la gramàtica que estudia els mecanismes de generació de frases. Aquesta matèria està tan interrelacionada amb la morfologia que la lingüística moderna considera que cal estudiar-les conjuntament en una única disciplina: la morfosintaxi. Cada llengua té una sintaxi pròpia, com ara la del català.
El focus de la sintaxi és la frase, tot i que s'amplia en l'anomenada gramàtica del discurs. Analitza quina funció sintàctica fa cada element dintre de l'oració i determina quines combinacions de sintagmes són permeses en una llengua determinada, així com quins nexes s'utilitzen per a estructurar i unir frases entre si.

## Escoles de sintaxi
Hi ha diverses escoles de sintaxi; les que més èxit han tingut són la que parteix de la gramàtica tradicional, l'estructuralista, la generativa i la funcionalista.

### Sintaxi tradicional
No existeix una gramàtica tradicional que s'autoanomeni així, sinó que inclou tota la reflexió lingüística des de temps antics (en especial, a Grècia) fins al positivisme del segle xix. Aquest corrent de pensament atribuïa a la sintaxi un paper clau en la gramàtica, el més important era trobar la funció sintàctica que exercien determinats mots en una frase, per explicar quines oracions estaven ben formades i quines no; quin cas calia posar en les llengües amb declinacions i quin era el significat de determinades agrupacions. La necessitat de la sintaxi es justificava perquè, en idiomes amb varietat d'ordre, el paper de cada paraula podia resultar ambigu i canviar el sentit d'un missatge segons la posició dels elements.

### Sintaxi estructural
L'estructuralisme afirma que un grup de paraules amb una única funció és un sintagma i estudia com es relacionen entre si els sintagmes per a formar una frase o bé com s'estructura internament el sintagma, donant així peu a les relacions sintagmàtiques i a les relacions paradigmàtiques, respectivament. Les paraules no s'afegeixen les unes a les altres linealment sense més, sinó que responen a una estructura o jerarquia oracional, que indica quins llocs poden tenir en una frase (en funció del verb que en sigui el nucli i els complements que admetin). L'anàlisi sintàctica pretén posar en evidència aquesta jerarquia. Cada sintagma s'organitza al voltant d'una paraula, que n'és el nucli i, d'aquesta manera, la sintaxi es relaciona amb la morfologia.

### Sintaxi generativa
La sintaxi generativa parteix del supòsit que existeix un mòdul sintàctic en la ment que emmagatzema les regles de formació de les frases d'un idioma determinat. El parlant adquireix aquestes regles, que són recursives, i així només ha d'afegir el mòdul semàntic per generar frases vàlides. Com que el llenguatge natural permet variacions estilístiques que aparentment contradiuen aquestes regles d'acceptabilitat, la teoria generativa explica que hi ha una estructura profunda de la frase (la natural o lligada al cervell), i una altra de superficial, que és com es manifesta aquesta de manera efectiva i que és una transformació respecte a la primera. La funció de la sintaxi, doncs, és esbrinar com actua l'estructura profunda en un idioma (i quines estructures són universals).

### Sintaxi funcionalista
El funcionalisme lingüístic estudia com actua el llenguatge com a eina de comunicació, i analitza quines necessitats tenen els parlants per a fer-se entendre, i quines estructures lingüístiques ajuden en cada idioma a satisfer-les. Té un enfocament més descriptiu que prescriptiu i s'ajuda de les aportacions de la pragmàtica, la teoria del discurs i la lògica per a les seves anàlisis. Aquest corrent sintàctic va desenvolupar-se a partir dels anys 1970, ajudat pel concepte de competència comunicativa.